# Alevia
Alevia ist eine Parroquia in der Gemeinde Peñamellera Baja der autonomen Region Asturien. Panes, der Verwaltungssitz der Gemeinde, liegt rund vier Kilometer entfernt.

## Geographie
Die Parroquia mit ihren 60 Einwohnern (Stand 2011) liegt auf 326 m über NN. Die Parroquia umfasst die Weiler und Dörfer:
La Canal d´Abaju, Solaiglesia, La Grantilla, Llobinu, Trajón, Garcibañez, Callalta, Mediavilla, La Carrieza, El Cantón und La Bolera, die inzwischen in der Dorfgemeinschaft aufgegangen sind, aber noch wie ein Ortsteil geführt werden.

## Fiesta
Viele Veranstaltungen das ganze Jahr über.

## Klima
Der Sommer ist angenehm mild, aber auch sehr feucht. Der Winter ist ebenfalls mild und nur in den Hochlagen streng.
Temperaturen im Februar 2007 3–9 °C
Temperaturen im August 2007 19–25 °C

## Sehenswürdigkeiten
- Kirche San Juan
- Kapelle San Antonio
- Quinta de Arriba
- Stadttor